# 73式中型卡車
73式中型卡車（日语：／ Type 73 chugata truck）是陸上自衛隊使用的運輸送车辆。1973年服役。由日野汽車工业和豐田汽車共同设计，生产，日野在交货時已經併入丰田汽車。
之前自衛隊使用的3/4噸卡车有丰田制造和日产汽車制造兩種，但是因为都老舊不堪，因為搭载汽油引擎所以耗油量很大，因此後継卡车由国内建設機械設備廠商和汽車生產厂商競標。经过几家竞争投标，在1973年本車中選。作為降低製造成本、標準化零件和利用消費產品的努力的一部分，2003財政年度以後生產的卡車被排除在「標準化」目標之外，此後交付的車輛的正式名稱更改為「1 1/2t卡車（俗稱1噸半）」。

## 使用狀況
主要是非战斗使用，并且以人員以及物资的運輸为目的，后部載台能載16位士兵和驾驶座位搭乘2位（後期型駕駛座可搭3名）。但是10位士兵是陆上自卫队一個班編制，所以多載7人似乎無意義。为此高机动车服役後，是否废止本車也被討論過，但是後來以高机动车的底盘为基础，後期生產型出現作為解決方案。
如下所示用車牌編號是按照生产时期大致地分类。
07-0001-39XX號:装备非动力方向盤（5速手排）
07-39XX-5XXX號：动力方向盤装备（5速手排）
到此編號之前都是使用日野汽車的レンジャー（RANGER）系列商用卡車零組件，底盤大樑為H形，懸吊系統為片狀鋼板彈簧避震器，傳動方式為分時四輪驅動。
07-5XXX-....號：目前生产的型式，採用豐田高机动車底盘。，省略油壓控制的四輪轉向系統設計（4WS），具有全时四輪驅動并且装备动力輔助方向盤和4速自排附機械連桿式加力箱。
保险桿的形状被改变，尾灯的形状变成和丰田高机动车一樣使用長方形，车胎和輪圈也和高机动车相同。駕駛室加裝空调、收音机，并且因为前軸的懸吊系統改成独立懸吊，所以引擎的搭载位置下降，变得没有在引擎蓋正中央向後方突出，駕駛室空間增大所以在驾驶座位和助手座位中間多出1個座位。引擎散熱器水箱的位置降低，因此水箱護罩的形狀也改變。
另外，在自卫队使用车辆中，耗油量也較低。 
軍中被作为普通科（步兵）联队的重迫撃砲中隊（107毫米迫击炮）運輸車，在普通科联队也當成貨車和本部管理中隊通信小隊的通信器材車等。

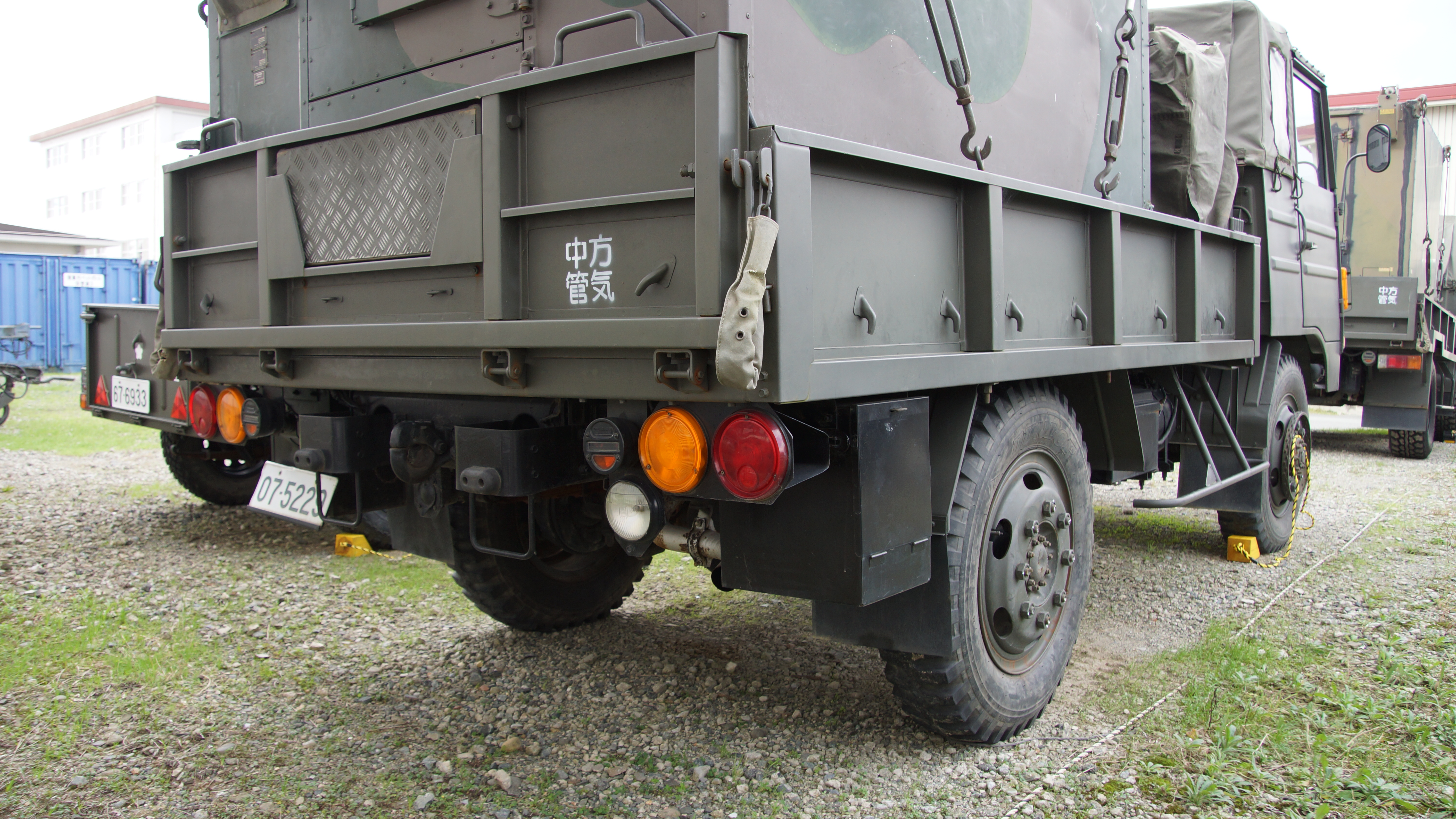
73式中型卡車（中期型）(07-5229) 圓形後尾燈。攝於 November 4, 2017

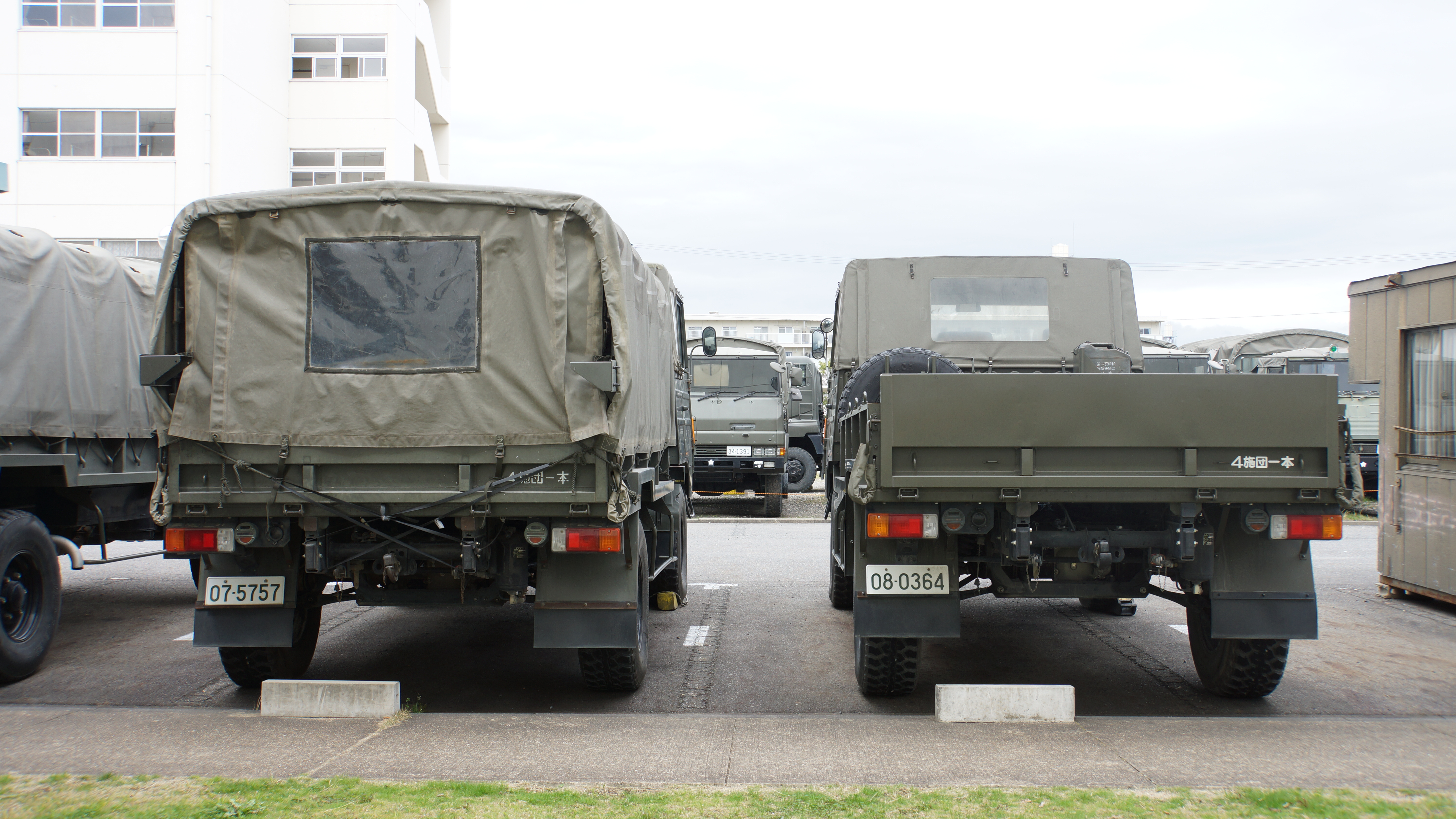
73式中型卡車（後期型(07-5757 & 08-0364) 長方形尾燈。攝於 April 3, 2016

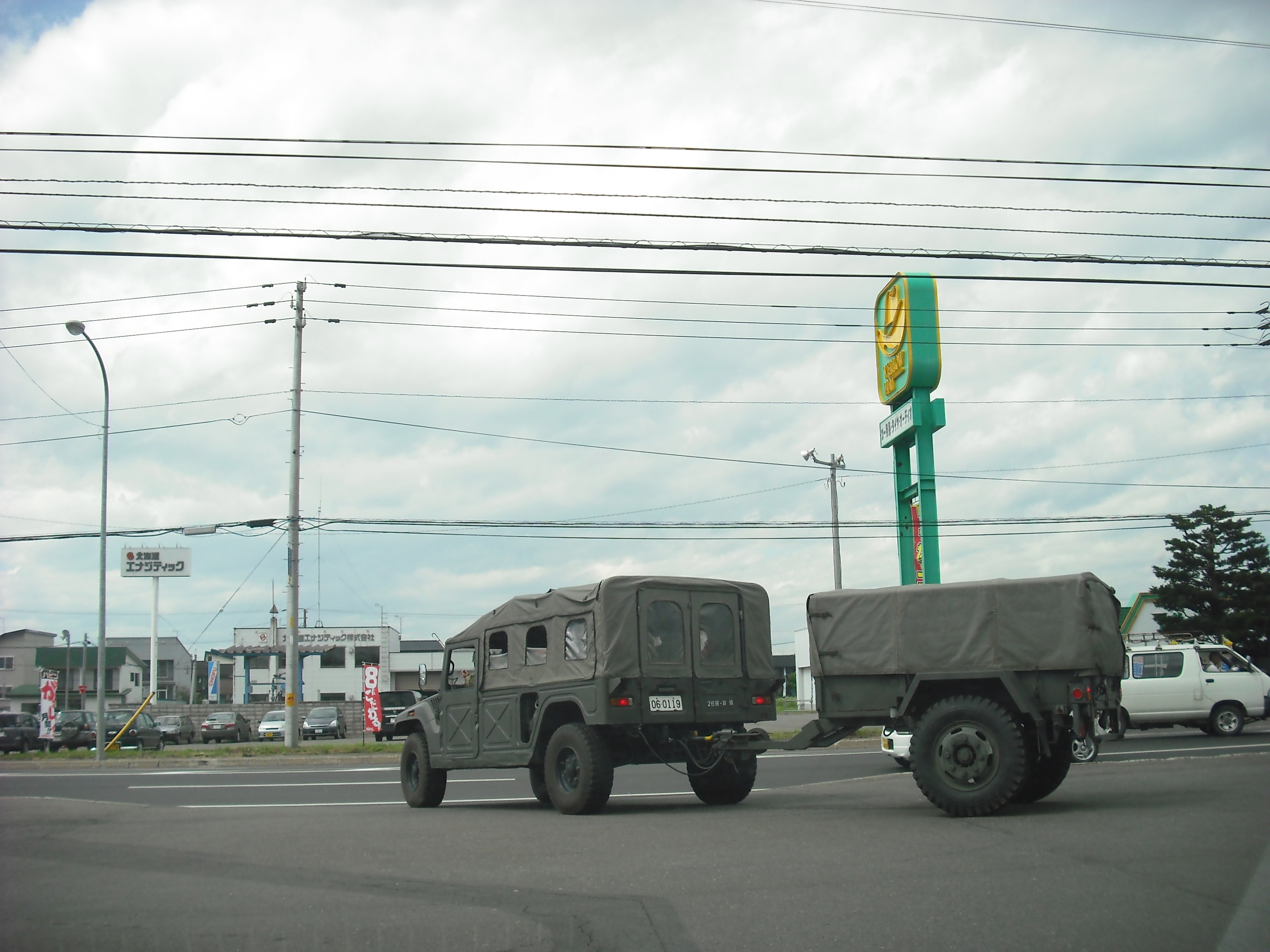
高機動車牽引一噸貨廂尾車，高機動車長方形尾燈

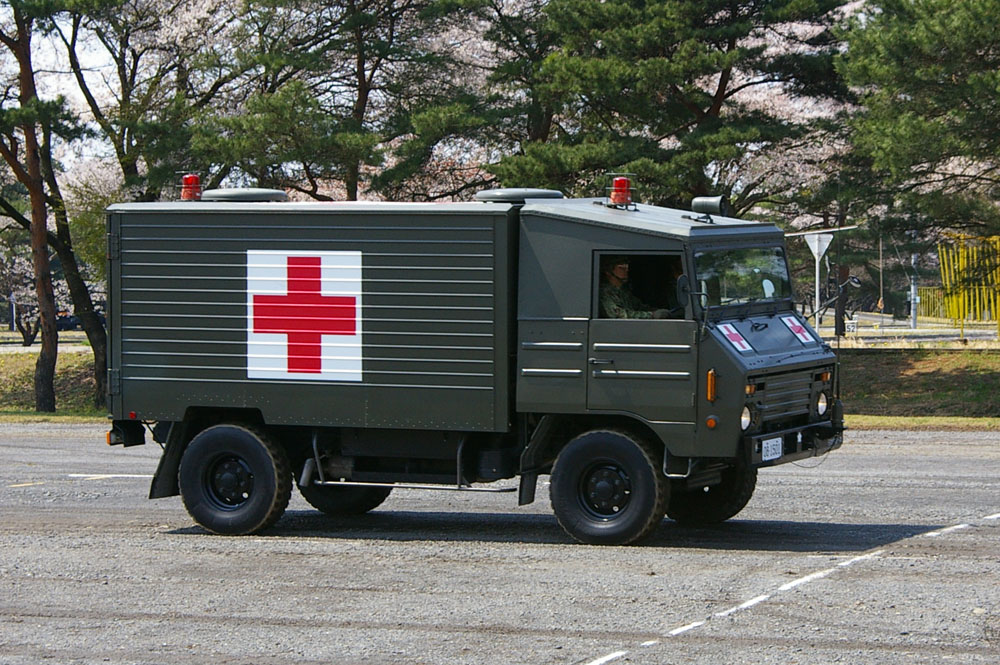
救護車型

## 登場影視作品
- 『戰國自衛隊』
- 『戰國自衛隊1549』
- 『宣戰布告』
- 『卡美拉』
- 『哥吉拉』